# J. League Division 1 2009
La temporada de 2009 de la J. League fue el decimosexto campeonato profesional de Japón celebrado en el país. Tuvo lugar desde el 7 de marzo hasta el 5 de diciembre de 2009, y contó con dieciocho equipos en J1 y la J2 tras la entrada de Fagiano Okayama, Kataller Toyama y Tochigi SC.
El vencedor de ese año fue Kashima Antlers, por tercer año consecutivo.

## Ascensos y descensos
| Pos | Ascendidos de la J. League Division 2 2008 |
| --- | ------------------------------------------ |
| 1.º | Sanfrecce Hiroshima                        |
| 2.º | Montedio Yamagata                          |

| Pos  | Descendidos en la temporada 2008 |
| ---- | -------------------------------- |
| 17.º | Tokyo Verdy                      |
| 18.º | Consadole Sapporo                |

## Sistema del campeonato
El que quede primero al término de la liga regular es el campeón de liga. Los tres primeros clasificados se clasifican para la Liga de Campeones de la AFC, mientras que el campeón de Copa del Emperador juega el Campeonato Pan-Pacífico. Para decidir el descenso, se eliminó la promoción. Por ello, los tres peores equipos de la J1 bajan directamente de división, y son reemplazados por los tres primeros de la J2.

### Equipos de la J. League 1
| - Albirex Niigata - FC Tokyo - JEF United Ichihara Chiba - Gamba Osaka - Júbilo Iwata - Kashima Antlers |  | - Kashiwa Reysol - Kawasaki Frontale - Kyoto Sanga FC - Montedio Yamagata - Nagoya Grampus - Oita Trinita |  | - Omiya Ardija - Sanfrecce Hiroshima - Shimizu S-Pulse - Urawa Red Diamonds - Vissel Kobe - Yokohama F. Marinos |

### Equipos de la J. League 2
| - Avispa Fukuoka - Cerezo Osaka - Consadole Sapporo - Ehime FC - Fagiano Okayama - FC Gifu |  | - Kataller Toyama - Mito HollyHock - Roasso Kumamoto - Sagan Tosu - Shonan Bellmare - Thespa Kusatsu |  | - Tochigi SC - Tokushima Vortis - Tokyo Verdy - Vegalta Sendai - Ventforet Kofu - Yokohama FC |

El sistema de competición en la J1 y la J2 es de liga regular. La J1 disputaba ida y vuelta, mientras que la J2 jugaba el tres rondas con ida, vuelta e ida. El sistema de puntuación es 3 puntos por victoria, 1 por empate y 0 por la derrota.

## J. League 1
La liga japonesa cumplió 16 años, y mantuvo el mismo esquema que en años anteriores. Dentro de las noticias más importantes, destacó el nombramiento de Yasuhito Endō, de Gamba Osaka, como futbolista del año en Asia.
El vencedor de liga fue el Kashima Antlers, que consiguió revalidar su título de la temporada anterior. El campeonato se decidió en la última jornada, ya que a pesar de que el equipo de Kashima estuvo en las posiciones altas de la temporada durante buena parte del año, otros equipos como Kawasaki Frontale (a dos puntos del líder) trataron de arrebatarle el título. El año también marcó el primer descenso de su historia del JEF United Ichihara.

### Clasificación
| Pos. | Equipo              | Pts. | PJ | G  | E  | P  | GF | GC | Dif. | Clasificación o descenso                          |
| ---- | ------------------- | ---- | -- | -- | -- | -- | -- | -- | ---- | ------------------------------------------------- |
| 1    | Kashima Antlers (C) | 66   | 34 | 20 | 6  | 8  | 51 | 30 | +21  | Clasificado a la Liga de Campeones de la AFC 2010 |
| 2    | Kawasaki Frontale   | 64   | 34 | 19 | 7  | 8  | 64 | 40 | +24  | Clasificado a la Liga de Campeones de la AFC 2010 |
| 3    | Gamba Osaka         | 60   | 34 | 18 | 6  | 10 | 62 | 44 | +18  | Clasificado a la Liga de Campeones de la AFC 2010 |
| 4    | Sanfrecce Hiroshima | 56   | 34 | 15 | 11 | 8  | 53 | 44 | +9   | Clasificado a la Liga de Campeones de la AFC 2010 |
| 5    | F.C. Tokyo          | 53   | 34 | 16 | 5  | 13 | 47 | 39 | +8   |                                                   |
| 6    | Urawa Red Diamonds  | 52   | 34 | 16 | 4  | 14 | 43 | 43 | 0    |                                                   |
| 7    | Shimizu S-Pulse     | 51   | 34 | 13 | 12 | 9  | 44 | 41 | +3   |                                                   |
| 8    | Albirex Niigata     | 50   | 34 | 13 | 11 | 10 | 42 | 31 | +11  |                                                   |
| 9    | Nagoya Grampus      | 50   | 34 | 14 | 8  | 12 | 46 | 42 | +4   |                                                   |
| 10   | Yokohama F. Marinos | 46   | 34 | 11 | 13 | 10 | 43 | 37 | +6   |                                                   |
| 11   | Júbilo Iwata        | 41   | 34 | 11 | 8  | 15 | 50 | 60 | −10  |                                                   |
| 12   | Kyoto Sanga         | 41   | 34 | 11 | 8  | 15 | 35 | 47 | −12  |                                                   |
| 13   | Omiya Ardija        | 39   | 34 | 9  | 12 | 13 | 40 | 47 | −7   |                                                   |
| 14   | Vissel Kobe         | 39   | 34 | 10 | 9  | 15 | 40 | 48 | −8   |                                                   |
| 15   | Montedio Yamagata   | 39   | 34 | 10 | 9  | 15 | 32 | 40 | −8   |                                                   |
| 16   | Kashiwa Reysol      | 34   | 34 | 7  | 13 | 14 | 41 | 57 | −16  | Descendido a J. League Division 2 2010            |
| 17   | Oita Trinita        | 30   | 34 | 8  | 6  | 20 | 26 | 45 | −19  | Descendido a J. League Division 2 2010            |
| 18   | JEF United Chiba    | 27   | 34 | 5  | 12 | 17 | 32 | 56 | −24  | Descendido a J. League Division 2 2010            |

 Fuente: J. League Data Site: 2009 J.LEAGUE Division 1 League table
Criterios de clasificación: 1) puntos; 2) diferencia de goles; 3) número de goles marcados; 4) resultados entre los equipos en cuestión.
Notas:
1. ↑  Gamba Osaka se clasificó para la Liga de Campeones de la AFC 2010 al ganar la Copa del Emperador 2009.

Sistema de puntuación: Victoria = 3 puntos; Empate (E) = 1 punto; Derrota = 0 puntos
|                                    |
|                                    |
| Campeón Kashima Antlers 7.º título |

## J. League 2
La temporada de 2009 supuso un récord de participación de 18 equipos, tras la llegada de Fagiano Okayama, Kataller Toyama y Togichi SC. Para aligerar la carga de partidos, se redujeron las rondas a 3, con 51 partidos para cada equipo en total.
Desde el principio, la liga fue un asunto de dos clubes: Vegalta Sendai, que logró situarse como líder en las últimas jornadas, y Cerezo Osaka, que fue el primer equipo en obtener su ascenso y terminó en segundo lugar. La tercera plaza, mucho más disputada, no se resolvió hasta la última jornada en favor del Shonan Bellmare, que consiguió regresar a la J1 tras nueve años de ausencia.
Cuatro equipos de las categorías semiprofesionales cumplían los criterios para el profesionalismo, de los cuales solo uno, el Giravanz Kitakyushu de Fukuoka, logró su plaza al terminar cuarto en la JFL. Por ello, la J2 pasará a contar en 2010 con 19 clubes.

### Clasificación
| Puesto | Equipo            | Ptos | V  | E  | P  | GF  | GC | DG  | Nota     |
| ------ | ----------------- | ---- | -- | -- | -- | --- | -- | --- | -------- |
| 1      | Vegalta Sendai    | 106  | 32 | 10 | 9  | 87  | 39 | +48 | Asciende |
| 2      | Cerezo Osaka      | 104  | 31 | 11 | 9  | 100 | 53 | +47 | Asciende |
| 3      | Shonan Bellmare   | 98   | 29 | 11 | 11 | 84  | 52 | +32 | Asciende |
| 4      | Ventforet Kofu    | 97   | 28 | 13 | 10 | 76  | 46 | +30 |          |
| 5      | Sagan Tosu        | 88   | 25 | 13 | 13 | 71  | 51 | +20 |          |
| 6      | Consadole Sapporo | 79   | 21 | 16 | 14 | 74  | 61 | +13 |          |
| 7      | Tokyo Verdy       | 74   | 21 | 11 | 19 | 68  | 61 | +7  |          |
| 8      | Mito HollyHock    | 73   | 21 | 10 | 20 | 70  | 79 | -9  |          |
| 9      | Tokushima Vortis  | 72   | 19 | 15 | 17 | 67  | 52 | +15 |          |
| 10     | Thespa Kusatsu    | 65   | 18 | 11 | 22 | 64  | 76 | -12 |          |
| 11     | Avispa Fukuoka    | 65   | 17 | 14 | 20 | 52  | 71 | -19 |          |
| 12     | FC Gifu           | 62   | 16 | 14 | 21 | 62  | 72 | -10 |          |
| 13     | Kataller Toyama   | 61   | 15 | 16 | 20 | 48  | 58 | -10 |          |
| 14     | Roasso Kumamoto   | 58   | 16 | 10 | 25 | 66  | 82 | -16 |          |
| 15     | Ehime FC          | 47   | 12 | 11 | 28 | 54  | 80 | -26 |          |
| 16     | Yokohama FC       | 43   | 11 | 10 | 28 | 40  | 65 | -25 |          |
| 17     | Tochigi SC        | 37   | 8  | 13 | 30 | 38  | 77 | -39 |          |
| 18     | Fagiano Okayama   | 36   | 8  | 12 | 31 | 40  | 84 | -44 |          |

Sistema de puntuación: Victoria = 3 puntos; Empate (E) = 1 punto; Derrota = 0 puntos

## Premios

### Individuales
- Jugador más valioso del campeonato: Mitsuo Ogasawara (Kashima Antlers)
- Máximo goleador: Ryoichi Maeda, 20 goles (Júbilo Iwata)
- Mejor debutante: Kazuma Watanabe (Yokohama F. Marinos)
- Mejor entrenador: Oswaldo de Oliveira (Kashima Antlers)

### Mejor once inicial
| Posición | Futbolista          | Club               | País             |
| -------- | ------------------- | ------------------ | ---------------- |
| GK       | Eiji Kawashima      | Kawasaki Frontale  | Bandera de Japón |
| DF       | Daiki Iwamasa       | Kashima Antlers    | Bandera de Japón |
| DF       | Atsuto Uchida       | Kashima Antlers    | Bandera de Japón |
| DF       | Marcus Tulio Tanaka | Urawa Red Diamonds | Bandera de Japón |
| DF       | Yuto Nagatomo       | FC Tokyo           | Bandera de Japón |
| MF       | Naohiro Ishikawa    | FC Tokyo           | Bandera de Japón |
| MF       | Kengo Nakamura      | Kawasaki Frontale  | Bandera de Japón |
| MF       | Mitsuo Ogasawara    | Kashima Antlers    | Bandera de Japón |
| MF       | Yasuhito Endō       | Gamba Osaka        | Bandera de Japón |
| FW       | Ryoichi Maeda       | Júbilo Iwata       | Bandera de Japón |
| FW       | Shinji Okazaki      | Shimizu S-Pulse    | Bandera de Japón |